# سيستو كاليندي
سيستو كاليندي عُرفت بأنها مدينة وبلدية تقع في مقاطعة فاريزي بمنطقة لومباردي في شمال إيطاليا.

## نبذة
توجد في الحد الجنوبي من بحيرة ماجيوري، حيث يبدأ نهر تيتشينو في التدفق بصوب نهر بو، كما أن المعلم التاريخي الرئيسي لها كنيسة سان دوناتو التي تم إنشاؤها في قرني التاسع والعاشر، كما يضم لوحة من بيرناردينو زينال (1503).